# Rufino Jiao Santos
Rufino Jiao Santos (Guagua, 26 agosto 1908 – Manila, 3 settembre 1973) è stato un cardinale e arcivescovo cattolico filippino.

## Biografia
Nacque a Guagua il 26 agosto 1908.
Vescovo ausiliare di Manila dal 1947, divenne ordinario militare per le Filippine nel 1951, quindi arcivescovo di Manila nel 1953.
Papa Giovanni XXIII lo elevò al rango di cardinale nel concistoro del 28 marzo 1960. Fu il primo cardinale filippino.
Partecipò al Concilio Vaticano II, schierandosi con l'ala conservatrice del Coetus Internationalis Patrum.
Morì il 3 settembre 1973 per insufficienza cardiaca dopo aver subìto un grave ictus e fu sepolto nella cripta della cattedrale di Manila.

## Genealogia episcopale e successione apostolica
La genealogia episcopale è:
- Cardinale Scipione Rebiba
- Cardinale Giulio Antonio Santori
- Cardinale Girolamo Bernerio, O.P.
- Arcivescovo Galeazzo Sanvitale
- Cardinale Ludovico Ludovisi
- Cardinale Luigi Caetani
- Cardinale Ulderico Carpegna
- Cardinale Paluzzo Paluzzi Altieri degli Albertoni
- Papa Benedetto XIII
- Papa Benedetto XIV
- Papa Clemente XIII
- Cardinale Enrico Benedetto Stuart
- Cardinale Ignazio Busca
- Arcivescovo John Thomas Troy, O.P.
- Arcivescovo Daniel Murray
- Arcivescovo John MacHale
- Arcivescovo John MacEvilly
- Arcivescovo John Healy
- Arcivescovo Michael James O'Doherty
- Cardinale Rufino Jiao Santos

La successione apostolica è:
- Vescovo Hernando Izquierdo Antiporda (1954)
- Vescovo Gregorio Espiga e Infante, O.A.R. (1955)
- Vescovo Pedro Bantigue y Natividad (1961)
- Vescovo Leopoldo Arayata Arcaira (1962)
- Arcivescovo Artemio Gabriel Casas (1962)
- Vescovo José María Querejeta Mendizábal, C.M.F. (1964)
- Vescovo Julio Xavier Labayen, O.C.D. (1966)
- Vescovo Bienvenido Mercado Lopez (1967)
- Vescovo Teotimo Cruel Pacis, C.M. (1967)
- Vescovo Antonio Yapsutco Fortich (1967)
- Vescovo Amado Paulino y Hernandez (1969)
- Vescovo Felix Paz Perez (1969)